# Oreneta de Brazzà
L'oreneta de Brazzà o oreneta del Congo (Phedinopsis brazzae; syn: Phedina brazzae) és una espècie d'au paseriforme de la família Hirundinidae i únic membre del gènere Phedinopsis. Es troba distribuïda als països africans d'Angola, la República del Congo i la República Democràtica del Congo.
Mesura uns 12 cm de longitud i té les parts superiors de color marró grisenc, les parts inferiors rayadas de blanc i negre i el plomatge del pit d'un tint marró. Tots dos sexes són similars, però els joves tenen les ratlles del pit més difuses i vores de color marró vermellós en les plomes del dors i les ales.
El cant consisteix en una sèrie de breus notes que augmenten de freqüència, seguit per un brunzit complex que de vegades es completa amb un nombre de clics. Nien en caus als bancs dels rius, on la femella pon uns tres ous blancs. S'alimenta d'insectes voladors, incloent tèrmits, i caça sobre rius o sabanes obertes. Forma esbarts mixts amb altres orenetes, però s'identifica fàcilment per la seva combinació de parts superiors de color marró, parts inferiors amb vetes i la cua quadrada.
Encara que anteriorment havia estat classificada com a espècie amb dades insuficients per la Unió Internacional per a la Conservació de la Naturalesa (IUCN), en l'actualitat sembla comuna i generalitzada, i ha estat catalogada com a espècie de Risc mínim des de 2008. És possible que sigui caçada com a aliment, però no sembla que s'estigui enfrontant a cap amenaça greu a curt termini.

## Taxonomia
L'oreneta de Brazzà s'incloïa anteriorment al gènere Phedina, junt amb l'oreneta de les Mascarenyes. Tanmateix se la traslladà en el seu propi gènere Phedinopsis a causa de les diferències significatives en les vocalitzacions i el tipus de niu respecte al seu parent.
Va ser descrita per primera vegada en 1886 sota el seu actual nom binomial pel zoòleg francès Émile Oustalet d'una mostra recollida en Nganchu en el districte de Ngäbe del que avui és la República del Congo. El nom del gènere, Phedina, deriva del grec phaios (φαιός) "marró" i de l'italià rondine "oreneta". El nom de l'espècie commemora a l'explorador francès d'origen italià Pierre Savorgnan de Brazza, que posteriorment es convertiria en governador general del Congo francès, que va recollir l'espècimen tipus. Aquesta espècie és sovint anomenada "avió del Congo", però això crea confusió amb Riparia congica, que també és anomenada de la mateixa forma.
Les espècies de Phedina formen part de la família de les orenetes (Hirundinidae), i es classifiquen com a membres de la subfamília Hirundininae, que comprèn totes les orenetes, excepte el molt distintiva oreneta africana (Pseudochelidon eurystomina). Estudis de seqüències d'ADN suggereixen que hi ha tres grups principals dins de Hirundininae, relacionats més que gens amb el tipus de niu construït. Aquests grups són les "Oreneta bicolor centrals", que inclou espècies de cau com l'oreneta sapador; les "adoptants de niu", que utilitzen cavitats naturals com l'oreneta bicolor; i les "constructores de nius de fang", com l'oreneta comuna, que construeixen els nius de llot. Les espècies de Phedina nien en caus i, per tant, pertanyen al primer grup.
El gènere Phedina és probablement una branca primerenca del llinatge principal de les orenetes, encara que el plomatge ratllat de les seves dues espècies suggereix una relació distant amb diverses espècies africanes de Hirundo que presenta les mateixes característiques. L'altre membre del gènere és l'oreneta Phedina borbonica, encara que de vegades s'ha suggerit que la Brazzae ha de ser traslladat al seu propi gènere Phedinopsis a causa de diferències significatives en les vocalitzacions i el tipus de niu del seu parent. El parent més proper de les orenetes de Phedina és Riparia cincta, la qual no sembla estar molt relacionada amb els altres membres del seu gènere actual i s'assembla a l'oreneta del Congo en els hàbits d'implantació i vocalitzacions.

## Descripció
Mesura uns 12 cm de longitud, amb una mitjana alar de 100,5 mm. Té les parts superiors de color marró grisenc, amb el cap d'un marró més fosc i les parts inferiors blanques, estriades amb marró fosc des de la gola fins a la claveguera. La cua quadrada mesura uns 46,8 mm de llarg i té vores blanques en les cobertes infracaudals marrons. Les plomes de vol són de color marró fosc i el bec i potes són negres. Els ulls són de color marró fosc i el bec negre mesura uns 8,5 mm de llarg. Tots dos sexes són similars, però els joves tenen les ratlles del pit més difuses i de color marró vermellós o bords beix en les plomes del dors i les ales. No té subespècies reconegudes.

L'oreneta Brazzae es distingeix de la majoria de les altres orenetes dins de la seva àrea de distribució per estar fortament estriat en les parts inferiors. Encara que l'oreneta abisinia també té les parts inferiors blanques amb ratlles fosques, és més gran, té la cua profundament bifurcada i un plomatge molt diferent, amb les parts superiors de color blau fosc, la rabada de color vermell i el cap castany. En comparació de l'oreneta de les Mascarenyes, aquesta espècie és més petita, té l'esquena més clara i ratlles més fines en la gola i el pit, però els seus rangs no se solapen.

## Distribució i hàbitat
La distribució de l'oreneta del Congo era inicialment poc coneguda, i fins a 1922 l'espècimen tipus en el Museu de París era l'únic exemplar registrat d'aquesta espècie. El pare Callewaert va recollir després 20 falciots prop de Luluabourg (ara Kananga), i en l'actualitat se sap que aquesta au es reprodueix en el sud de la República Democràtica del Congo (RDC), la República del Congo i en el nord Angola. Existeix un albirament probable al sud-est de Gabon.
En l'època de reproducció es troba prop de rius amb ribes escarpades que són necessàries per als seus nius. Els hàbitats adequats es presenten al llarg dels rius tropicals de terres baixes com el Congo o rius amb bancs de sorra a les terres altes d'Angola.